# Nicolai Holten
Nicolai (Niels) Abraham Holten (født 27. marts 1775 i København, død 12. maj 1850 i Helsingør) var statsgældsdirektør og direktør for Øresunds Toldkammer. Han var søn af apoteker i Helsingør (senere toldembedsmand i Næstved og Helsingør) Johannes "Hans" Holten (1741-1816) og Ane Margrethe født Abildgaard (1747-1826, datter af arkivtegneren Søren Abildgaard), og bror til zoologen Hans Severin Holten.

## Karriere
Nicolai Holten fik undervisning i Efterslægtselskabets Skole, kom efter sin konfirmation på det store Rybergske handelshus' kontor, nedsatte sig derefter som mægler i København og erhvervede sig hurtig – formentlig ved heldige spekulationer i statspapirer – en betydelig formue, så at han 1809 kunne købe Lindegården i Horns Herred og 1810 hovedgården Krabbesholm, som han ejede til sin død. Her foretog han mange forbedringer såvel ved selve hovedgården som ved kirkerne og bøndergårdene. I de vanskelige pengeår efter 1807 var han regeringens kommissionær ved omsætningerne mellem sedler og sølv på børsen. Det skyldtes utvivlsomt gehejmestatsminister Joachim Godske Moltke, der havde haft rig lejlighed til at lære Holtens betydelige finansielle evner at kende, at denne i 1816 kom til at indtræde i statstjenesten som
medlem af direktionen for statsgælden og den synkende fond (se også Finansdeputationen).
I denne stilling, med hvilken han 1817-39 forenede posten som chef for bureauet for de udenlandske betalinger, udøvede han i en lang årrække en betydelig indflydelse, ligesom den også gav anledning til, at Frederik VI jævnlig benyttede ham som sin private finansielle rådgiver. 1839 udnævntes han til direktør for Øresunds Toldkammer, men afgik først 1848 som medlem af direktionen for statsgælden og den synkende fond.
Han var en samvittighedsfuld embedsmand, en offervillig patriot, en rundhåndet mæcen for litteratur og kunst og en human godsejer.

## Hæder og rang
- 1809: Ridder af Dannebrog
- 1815: Dannebrogsmand
- 1817: Rang med etatsråder
- 1829: Konferensråd
- 1835: Kommandør af Dannebrog
- 1839: Storkors af Dannebrog
- 1847: Gehejmekonferensråd

## Privatliv
15. maj 1799 blev han gift med Johanne Cathrine Kirstine Mangor (2. maj 1778-20. november 1869), en datter af stadsfysikus Christian Elovius Mangor og Marie Elisabeth født Klagenberg.
Han er begravet på Assistens Kirkegård.

## Gengivelser
- Portrætmaleri af Wilhelm Bendz 1830, kopi af Jørgen Roed
- Portrætmaleri af Wilhelm Marstrand 1845 (Det Nationalhistoriske Museum på Frederiksborg Slot), kopi af Nicolai Habbe
- Buste af H.W. Bissen 1834